# Бенкет богів
«Бенке́т богі́в» (італ. Festino degli dei) — картина італійського художника епохи Відродження Джованні Белліні, написана у 1514 році. Є одним з перших міфологічних полотен венеційської школи. Якщо вірити Вазарі, значна частина ландшафту зліва і в центрі полотна була дописана Тиціаном. Полотно належить до циклу картин на міфологічні теми, створеного на замовлення Альфонсо I д'Есте, герцога Феррари. Зберігається у колекції Національньої галереї мистецтв у Вашингтоні.

## Історія
Картина призначалася для «алебастрового кабінету» в Естенському замоку — резиденції Альфонсо I д'Есте у Феррарі. Приводом до створення циклу міфологічних полотен для цієї кімнати, ймовірно, стало весілля герцога з Лукрецією Борджіа. Активну участь у проекті брали сестра замовника, Ізабелла д'Есте, і видатний фахівець з античності, Маріо Еквікола.
Після смерті Белліні у 1516 році Тиціан, імовірно, змінив ландшафтний фон картини для того, щоб він пасував до його «Вакханалії» (1518—1523), що також перебувала у зібранні герцога. У 1529 році Тиціан додав гори за фігурами богів.
Картина висіла у феррарському замку до 1598 року, коли його відвіз до Риму папський племінник П'єтро Альдобрандіні. Його нащадки володіли полотном до XIX століття. Після згасання роду Альдобрандіні володіння їх художніми скарбами оскаржували Боргезе і Колонна; зрештою, картина перейшла в руки художника Камуччіні, а той у 1855 році через посередника продав її герцогу Нортумберленду.
«Бенкет богів» прикрашав замок Алнік до 1925 року, коли один з герцогів продав його американському мільйонерові Пітеру Вайденеру. У 1942 році Вайденер подарував свою колекцію американській нації. З тих пір картина експонується у Національній галереї мистецтв США, Вашингтон.

## Сюжет
Картина зображає два епізоди з поеми Овідія «Фасти»: Пріап намагався спокусити сплячу німфу Лотіду, але йому завадило ревіння осла Силена. Навколо розташовані боги: Юпітер поряд з яким зображений орел; Посейдон, який пестить Кібелу і Цереру; Гермес лежить на бочці. Хлопчик з вінком — юний Вакх. Вважається, що спочатку Белліні зображав на картині простих смертних, відповідно до помилкової (вульгарної) інтерпретації поеми Овідія і змушений був пізніше переробляти їх на фігури богів.
Картина належить до циклу полотен на міфологічні теми, написаного Белліні («Поклоніння богів», 1514), Тиціаном і Доссо Доссі на замовлення герцога, ймовірно, за рекомендацією одного з придворних науковців. Альфонсо I д'Есте у 1510 році хотів включити у палацову колекцію також полотна Мікеланджело і Рафаеля, але обидва майстри не встигли виконати замовлення.